# Milagres (Leiria)
Milagres es una freguesia portuguesa del municipio de Leiría, con 17,35 km² de superficie y 3071 habitantes (2011). Su densidad de población es de 177 hab/km².